# Douz

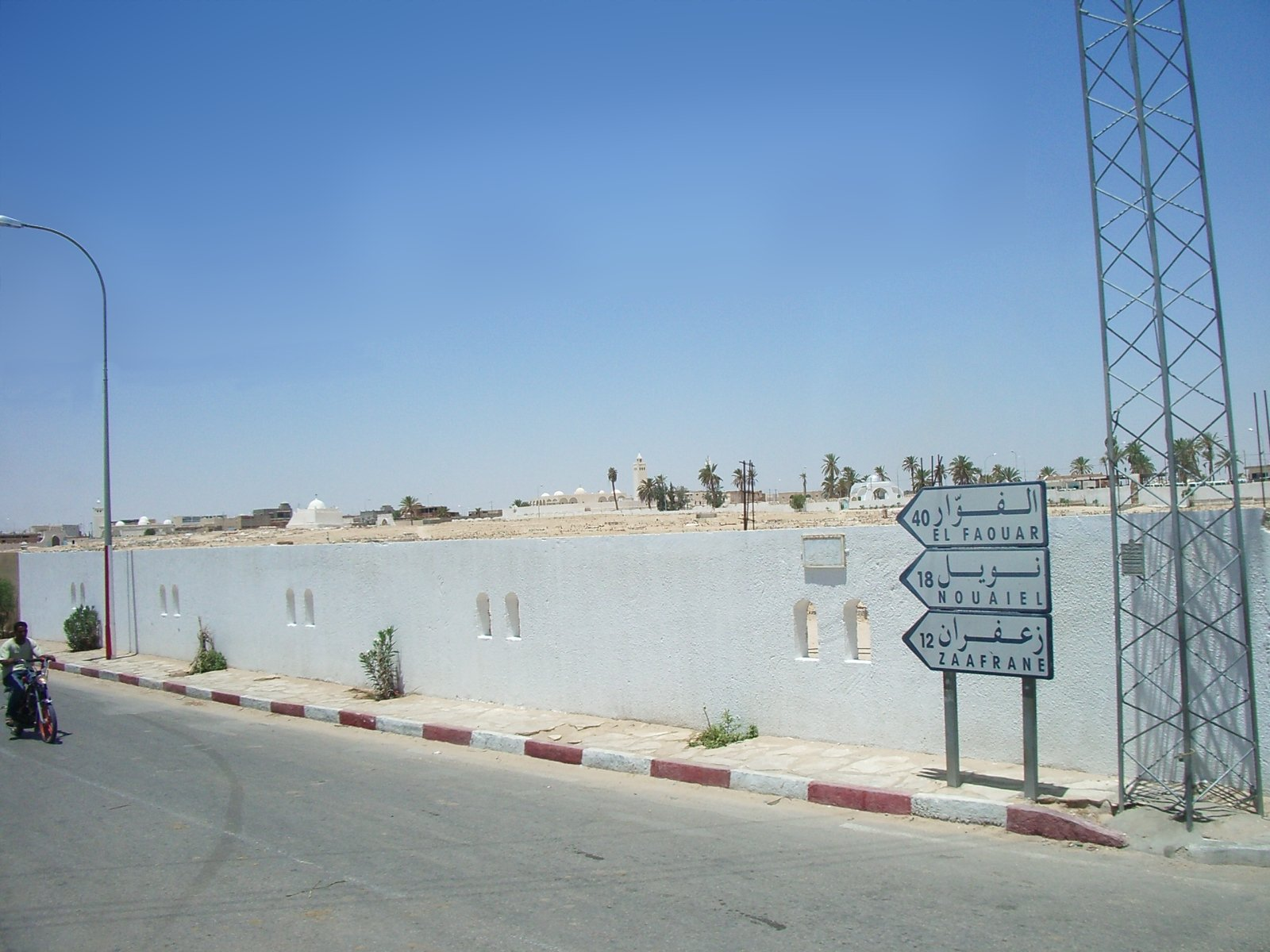
Rodalies de Douz

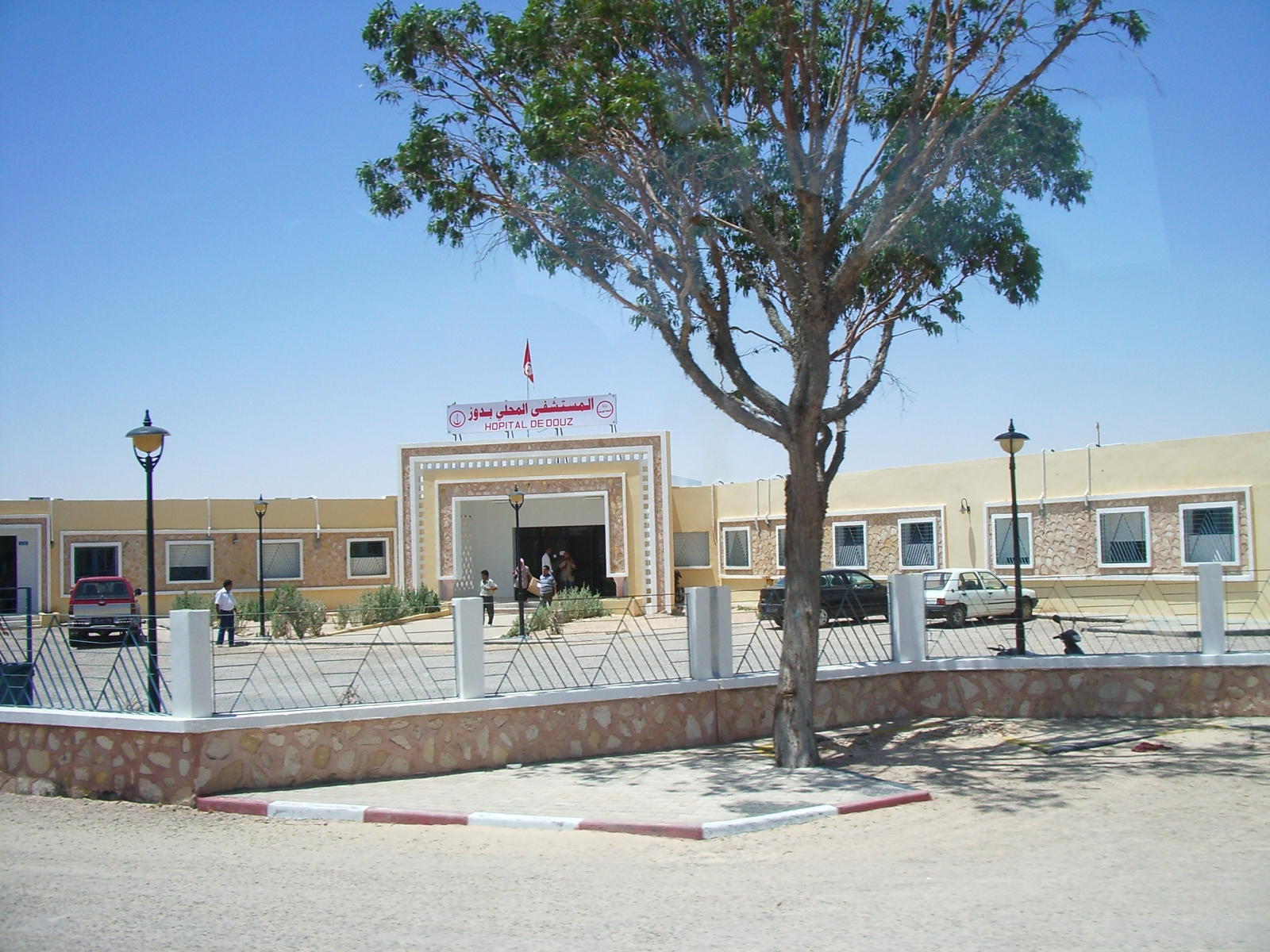
Hospital de Douz

Douz (àrab: دوز, Dūz) és una ciutat de Tunísia, a la governació de Kébili, coneguda com «la porta del desert» per ser propera a l'inici de la zona desèrtica. Ja des de molt antic fou el principal oasi de la regió. La població era de 27.060 habitants segons el cens del 2004. És capçalera d'una delegació amb 42.140 habitants (2004).

## Economia
Antigament, fou una estació de caravanes, però modernament la vila ha esdevingut turística. Quan el turisme es va iniciar i només hi havia un hotel a la ciutat i els turistes havien de compartir habitació, única possibilitat de veure el desert. Després es va crear una bona infraestructura hotelera que avui dia cobreix les seves necessitats.
Compta amb un mercat diari, en el qual, una vegada a la setmana, també s'hi comercia amb dromedaris i rucs.
El festival internacional de Sahara Douz pretén il·lustrar la vida de la tribu nòmada dels m'razigs, avui quasi totalment sedentaritzada, i d'altres tribus nòmades veïnes, algerianes, líbies i egípcies. Se celebra anualment, a l'hivern, durant quatre dies, i s'hi fan curses de cavalls (100 km), una marató de dromedaris de 42,5 km, conduïts per meharistes, i altres activitats esportives pròpies del desert. També compta amb un museu que intenta explicar la vida de les tribus nòmades.
A part del turisme, l'economia local es basa en el dàtil, del qual en té una gran producció, a més de ser de la millor qualitat (varietat Deglet Nour). El govern hi va establir una zona industrial.

## Administració
És el centre de la municipalitat o baladiyya homònima, amb codi geogràfic 63 13 (ISO 3166-2:TN-12).
Al mateix temps, està repartida entre dues delegacions o mutamadiyyes, Douz Nord (63 54) i Douz Sud (63 55), al seu torn dividides en cinc sectors o imades cadascuna.